# TOMORROW 明日
『TOMORROW 明日』（トゥモロー あした）は、1988年8月13日公開の日本映画。製作会社はライトヴィジョン、沢井プロダクション、創映新社。

## 概要
原作は井上光晴『明日―1945年8月8日・長崎』（集英社、のち文庫）。「昭和20年8月9日午前11時02分」までの24時間の家族を描く戦争映画。黒木和雄戦争レクイエム三部作の第1作目に当たる作品である。1988年度キネマ旬報ベストテン2位。

## ストーリー
1945年8月8日、戦時中の長崎で一組の結婚式が行われていた。
慎ましく過ごしていた彼らに、悲劇は密かに忍び寄っていた。

## 登場人物
- 三浦ツル子（桃井かおり）
三姉妹の長女。妊娠中。妹の結婚式の最中に産気づき、難産の末、翌日（8月9日）早朝に男の子を出産する。
- 三浦ヤエ（南果歩）
花嫁。三姉妹の次女。8月8日に中川庄治と結婚し、翌日の夕方に買い物へ行く約束をする。
- 三浦昭子（仙道敦子）
三姉妹の三女。召集令状が来た恋人の英雄から駆け落ちを持ちかけられるが、断る。
- 石原継夫（黒田アーサー）
中川庄治の友人。軍属で捕虜収容所で働いている。
- 中川庄治（佐野史郎）
花婿。製鋼所の工員で三浦ヤエと結婚する。自身の抱えている秘密を打ち明けられずにいたところ、ヤエに「言えなければ明日でも明後日でもいい」と言われる。
- 三浦泰一郎（長門裕之）
三浦家の家長。
- 三浦ツイ（馬渕晴子）
三浦泰一郎の妻。出産を控えたツル子に付き添っている。
- 英雄（岡野進一郎）
三浦昭子の恋人。長崎医科大学に通っている。
- 銅打（田中邦衛）
中川庄治の継父。写真館を営む。結婚式の記念写真を撮影する。
- ミネ（絵沢萌子）
銅打の妻。夫とともに結婚式に参列する。
- 山口（原田芳雄）
銅打が写真を届けに行った養鶏場の経営者。
- 亜矢（水島かおり）
三浦ヤエの同僚。妊娠3か月であり、相手の男（藤雄）は呉市に行ったきり音信不通。
- 春子（森永ひとみ）
三浦ヤエの同僚。
- 娼婦（伊佐山ひろ子）
客の石原を優しく包み込む。
- 水本（なべおさみ）
三浦ツル子の叔父。長崎電気軌道の運転手。結婚式に参列する。
- 満江（入江若葉）
水本の妻。夫とともに結婚式に参列。翌日は浦上周辺で乗務している夫のために弁当を持っていくと約束する。
- 産婆（賀原夏子）
ツル子の出産に立ち会う。
- 藤雄の母（荒木道子）
藤雄の消息を聞きに来た亜矢を冷たくあしらう。
- 仲人（横山道代）
- キヨ（二木てるみ）
- 商店主（殿山泰司）
- 薬売り（草野大悟）
- 三谷昇
- 仁科扶紀

## スタッフ
- 監督：黒木和雄
- プロデューサー：鍋島壽夫
- 脚本：黒木和雄、井上正子、竹内銃一郎
- 撮影：鈴木達夫
- 美術：内藤昭
- 編集：飯塚勝
- 音楽：松村禎三
- 助監督：月野木隆

## 受賞
- 芸術選奨文部科学大臣賞
- 第43回毎日映画コンクール
  - 日本映画優秀賞
  - 美術賞（内藤昭）
- 第62回キネマ旬報ベスト・テン
  - 日本映画ベスト・テン2位
  - 日本映画監督賞（黒木和雄）
- 第13回報知映画賞
  - 作品賞
- 第1回日刊スポーツ映画大賞
  - 監督賞（黒木和雄）
- 第31回ブルーリボン賞
  - 主演女優賞（桃井かおり）